# Santa Cruz del Sur
Santa Cruz del Sur es una ciudad y municipio en Cuba. Se encuentra en la provincia de Camagüey, a unos 70 km al sur de la capital, del mismo nombre, Camagüey, a orillas del mar Caribe. Proclamada oficialmente como municipio el 17 de marzo de 1871, la localidad fue arrasada por el huracán de Cuba de 1932, que dejó un saldo de 4.000 víctimas.

## Geografía
El municipio está dividido en los barrios de Buenaventura, Doce Leguas, El Junco, Gonzalo de Quesada, Guaicanamar, Guayabal, La Calzada, Playa Bonita, San Pedro y Yaguabo.

## Historia
La ciudad tiene un lugar especial en la historia debido a su destrucción total por la marejada del catastrófico huracán de 1932 que comenzó la tarde del 8 de noviembre de 1932. En unas pocas horas, entre el amanecer y la media mañana del 9 de noviembre, la ciudad desapareció bajo el mar y más de 3.000 de sus habitantes se ahogaron o fueron aplastados por escombros transportados por vientos de más de 135 mph (215 km / h). Por qué un número selecto de sobrevivientes escapó de la tormenta, y por qué la ciudad no fue evacuada antes de tocar tierra, persisten como preguntas. 
Se rumoreaba que el huracán estaba destinado a tocar tierra al este de Santa Cruz, y cuando llegó la notificación sobre el peligro que se cernía sobre la ciudad, la llegada a tierra era inminente. Los últimos trenes que partieron para la evacuación no pudieron salir debido a la marejada ciclónica. Se decía que los pescadores de Santa Cruz habían predicho el evento, aparentemente sospechando que "algo malo se estaba gestando en la atmósfera". Los supervivientes proporcionaron testimonios espeluznantes a raíz de una tormenta que literalmente ahogó a las personas en sus hogares. El huracán Paloma también tocó tierra allí 76 años más tarde, en la misma noche del 2008 con vientos de 100 mph (160 km / h).

## Demografía
En 2004, el municipio de Santa Cruz del Sur tenía una población de 51.335 habitantes, con una área total de 1.122 km², lo que hace una densidad de población de 45,8 hab. / km². En 2007 la ciudad de Santa Cruz del Sur tenía 16.600 residentes.